# Torgnon
Torgnon – miejscowość i gmina we Włoszech, w regionie Dolina Aosty, w dolinie Valtournenche w Alpach Pennińskich.
Według danych na styczeń 2009 gminę zamieszkiwało 520 osób przy gęstości zaludnienia 12,3 os./1 km².